# Ronde van Italië 2010/Twaalfde etappe
De twaalfde etappe van de Ronde van Italië 2010 werd op 20 mei 2010 verreden. Het was een vlakke rit van 206 km van Città Sant'Angelo naar Porto Recanati.

## Verslag
Lang leek het er op dat de etappe een traditioneel verloop zou kennen. De sprintersploegen lieten zich deze keer niet verrassen en haalden de vroege vluchters (Olivier Kaisen, Rick Flens, en Joeri Krivtsov) netjes in op 15 kilometer van de meet. Op het laatste klimmetje van de dag reed een groepje weg waarin enkele favorieten voor het eindklassement zaten. Cadel Evans en Carlos Sastre waren niet mee en probeerden de schade te herstellen. Uiteindelijk bedroeg deze tien seconden op de kopgroep waarin Filippo Pozzato de sprint om de eerste plaats won. Hij zorgde hiermee voor de eerste individuele Italiaanse overwinning in deze Giro, Italië moest nog nooit zo lang wachten voordat het een individuele rit kon winnen in zijn eigen Ronde.

## Uitslagen
| Uitslag etappe | Uitslag etappe       | Uitslag etappe | Uitslag etappe |
| rang           | renner               | land           | tijd           |
| -------------- | -------------------- | -------------- | -------------- |
| 1              | Filippo Pozzato      | ITA            | 5u15'50"       |
| 2              | Thomas Voeckler      | FRA            | z.t.           |
| 3              | Jérôme Pineau        | FRA            | z.t.           |
| 4              | Stefano Garzelli     | ITA            | z.t.           |
| 5              | Aleksandr Vinokoerov | KAZ            | z.t.           |
| 6              | Vincenzo Nibali      | ITA            | z.t.           |
| 7              | Marco Pinotti        | ITA            | z.t.           |
| 8              | Michele Scarponi     | ITA            | z.t.           |
| 9              | Damiano Cunego       | ITA            | z.t.           |
| 10             | Ivan Basso           | ITA            | z.t.           |

| Algemeen klassement | Algemeen klassement | Algemeen klassement | Algemeen klassement | Algemeen klassement |
| rang                | renner              | land                | ploeg               | tijd                |
| ------------------- | ------------------- | ------------------- | ------------------- | ------------------- |
|                     | Richie Porte        | AUS                 | Team Saxo Bank      | 50u46"16            |
| 2                   | David Arroyo        | ESP                 | Caisse d'Epargne    | + 1'42"             |
| 3                   | Robert Kiserlovski  | CRO                 | Liquigas-Doimo      | + 1'56"             |
| 4                   | Xavier Tondó        | ESP                 | Cervélo             | + 3'54              |
| 5                   | Valerio Agnoli      | ITA                 | Liquigas-Doimo      | + 4'41"             |
| 6                   | Aleksandr Jefimkin  | RUS                 | AG2R-La Mondiale    | + 5'16"             |
| 7                   | Linus Gerdemann     | GER                 | Team Milram         | + 5'34"             |
| 8                   | Carlos Sastre       | ESP                 | Cervélo             | + 7'09"             |
| 9                   | Laurent Didier      | LUX                 | Team Saxo Bank      | + 7'24"             |
| 10                  | Bradley Wiggins     | GBR                 | Team Sky            | + 8'14"             |

## Nevenklassementen
| Puntenklassement | Puntenklassement     | Puntenklassement | Puntenklassement        | Puntenklassement |
| rang             | renner               | land             | ploeg                   | punten           |
| ---------------- | -------------------- | ---------------- | ----------------------- | ---------------- |
|                  | Jérôme Pineau        | FRA              | Quick Step              | 66               |
| 2                | Tyler Farrar         | USA              | Team Garmin-Transitions | 59               |
| 3                | Aleksandr Vinokoerov | KAZ              | Astana                  | 59               |

| Bergklassement | Bergklassement       | Bergklassement | Bergklassement     | Bergklassement |
| rang           | renner               | land           | ploeg              | punten         |
| -------------- | -------------------- | -------------- | ------------------ | -------------- |
|                | Matthew Lloyd        | AUS            | Omega Pharma-Lotto | 29             |
| 2              | Xavier Tondó         | ESP            | Cervélo            | 16             |
| 3              | Chris Anker Sørensen | DEN            | Team Saxo Bank     | 15             |

| Jongerenklassement | Jongerenklassement | Jongerenklassement | Jongerenklassement | Jongerenklassement |
| rang               | renner             | land               | ploeg              | tijd               |
| ------------------ | ------------------ | ------------------ | ------------------ | ------------------ |
|                    | Richie Porte       | AUS                | Team Saxo Bank     | 50u46'16"          |
| 2                  | Robert Kiserlovski | CRO                | Liquigas-Doimo     | + 1'56"            |
| 3                  | Valerio Agnoli     | ITA                | Liquigas-Doimo     | + 4'41"            |

| Ploegenklassement | Ploegenklassement  | Ploegenklassement | Ploegenklassement | Ploegenklassement |
| rang              | ploeg              | land              | tijd              |                   |
| ----------------- | ------------------ | ----------------- | ----------------- | ----------------- |
|                   | Team Saxo Bank     | DEN               | 151u12'13"        |                   |
| 2                 | Liquigas-Doimo     | ITA               | +6'22"            |                   |
| 3                 | Omega Pharma-Lotto | BEL               | +13'31"           |                   |

## Opgave
- Dominik Roels (Team Milram)
- Wouter Weylandt (Quick Step)

1e etappe ·
2e etappe ·
3e etappe ·
4e etappe ·
5e etappe ·
6e etappe ·
7e etappe ·
8e etappe ·
9e etappe ·
10e etappe ·
11e etappe ·
12e etappe ·
13e etappe ·
14e etappe ·
15e etappe ·
16e etappe ·
17e etappe ·
18e etappe ·
19e etappe ·
20e etappe ·
21e etappe
Startlijst · Eindstanden · Afbeeldingen